# آواش
آواش (به ترکی آذربایجانی: Avaş) یک منطقهٔ مسکونی در جمهوری آذربایجان است که در شهرستان یاردیملی واقع شده‌است. آواش ۱٬۰۴۷ نفر جمعیت دارد.